# Boniek (skała)
Boniek, Bonifacy – masyw skalny w Górach Sokolich w obrębie miejscowości Olsztyn w województwie śląskim, w powiecie częstochowskim, w gminie Olsztyn. Znajduje się na grzbiecie Sokolej Góry, na Wyżynie Mirowsko-Olsztyńskiej będącej częścią Jury Krakowsko-Częstochowskiej.
Boniek to rozległy masyw skalny znajdujący się w lesie, w obrębie rezerwatu przyrody Sokole Góry. Zbudowany jest z wapieni, ma połogie, pionowe lub przewieszone ściany o wysokości 8–20 m.

## Wspinaczka skalna
Na masywie dopuszczalna jest wspinaczka skalna, załączniki do Zarządzenia Regionalnego Dyrektora Ochrony Środowiska w Katowicach zawierają szkice skał z przebiegiem dróg wspinaczkowych. W skale występują takie formacje skalne jak: filar, komin, zacięcie, okap, rysa oraz duże schronisko, z którego prowadzi w górę komin zwany Studnią. Drogi wspinaczkowe o wystawie zachodniej, północno-zachodniej, północnej, południowo-wschodniej, południowej, południowo-zachodniej. Na Bońku wspinacze poprowadzili 86 dróg wspinaczkowych o trudności od IV do VI.5 w skali Kurtyki. Dzielą je na grupy:
- Północna Bońka I: 7 dróg, V – VI.4, większość posiada asekurację w postaci 2-8 ringów i ringi zjazdowe,
- Północna Bońka II: 10 dróg, V – VI.5, wszystkie z asekuracją (4-5 ringów, ringi zjazdowe, stanowiska zjazdowe),
- Żółty Okap: 7 dróg, IV-VI.4+, 6 z nich z asekuracją (3-8 ringów, ringi zjazdowe)
- Boniek: 7 dróg, V – V.4, 6 z asekuracja (1-5 ringów, ringi zjazdowe),
- Boniek II: 7 dróg, IV – VI.3, wszystkie z asekuracją (2-4 ringi + ringi zjazdowe),
- Boniek III: 6 dróg, 5 z asekuracją (3-4 ringi, ringi zjazdowe, spit). Jedna droga w kominie bez asekuracji (przez zapieraczkę),
- Studnia: 3 drogi, IV – VI.1, bez asekuracji (wysokość 13 m),
- Kaskady I: 5 dróg, V – VI.4, 4 z asekuracją (3-4 ringi + ringi zjazdowe),
- Kaskady II: 5 dróg, VI+ – VI.3+, wszystkie z asekuracją (4-7 ringów + ringi zjazdowe),
- Południowa Bońka I: 5 dróg, IV – VI.3+, 4 z asekuracją (3-5 ringów + ringi zjazdowe),
- Południowa Bońka II: 9 dróg, IV – VI.3, wszystkie z asekuracją (1-4 ringi + ringi zjazdowe, lub przynajmniej stanowisko zjazdowe),
- Ponton: 2 drogi, VI.1 i VI.1+, z asekuracją (2-3 ringi + 2 ringi zjazdowe)[4].

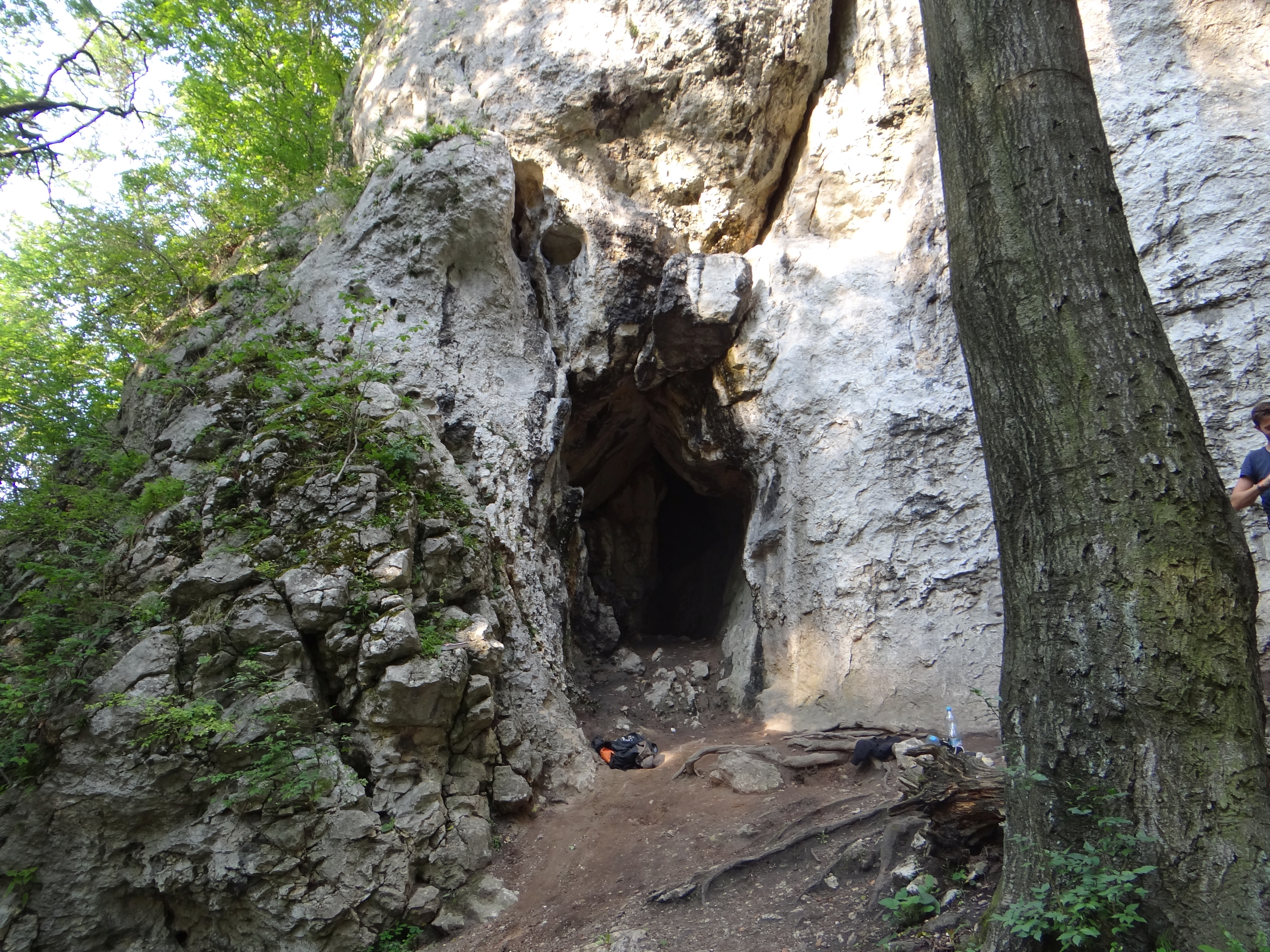
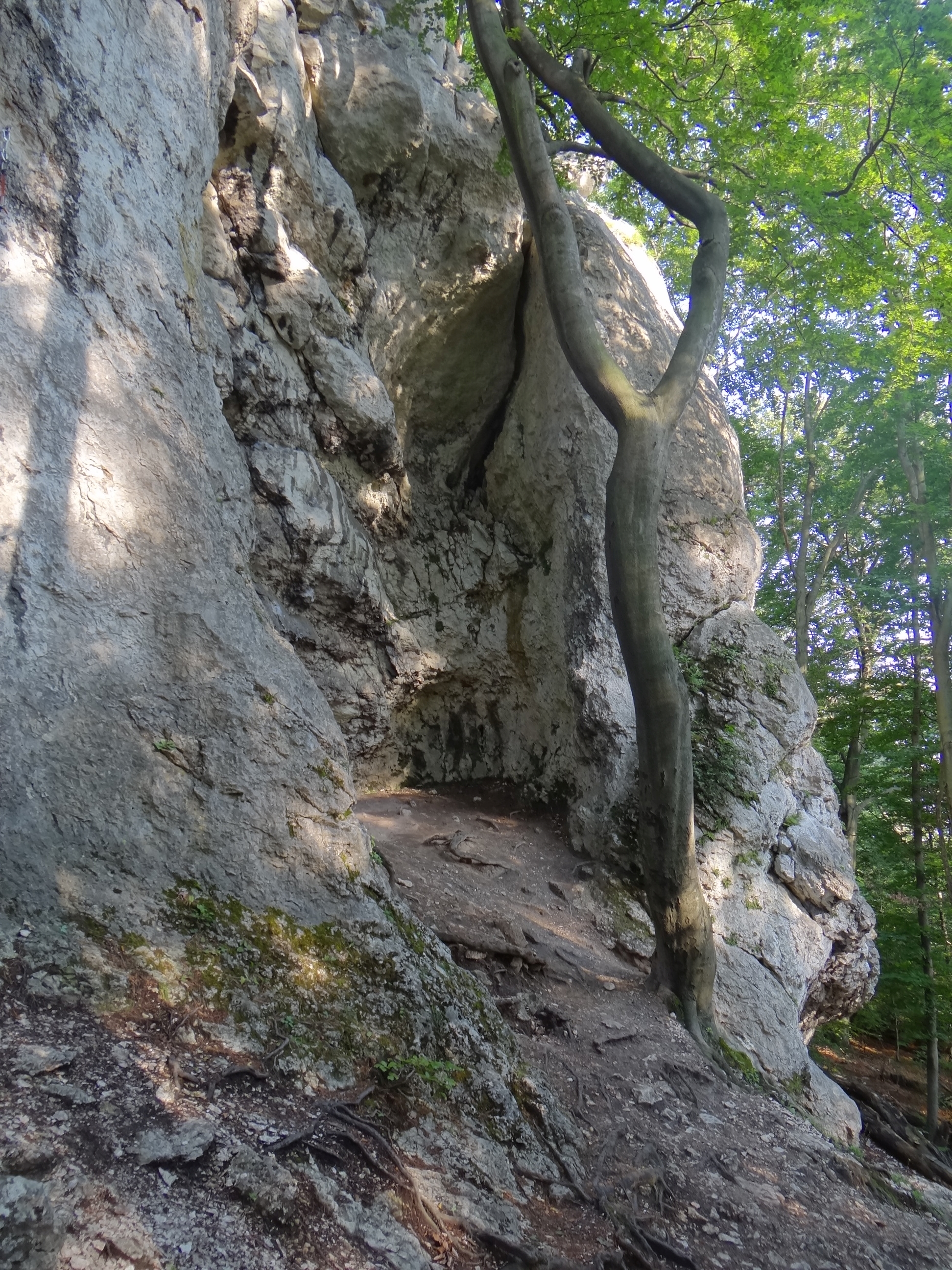
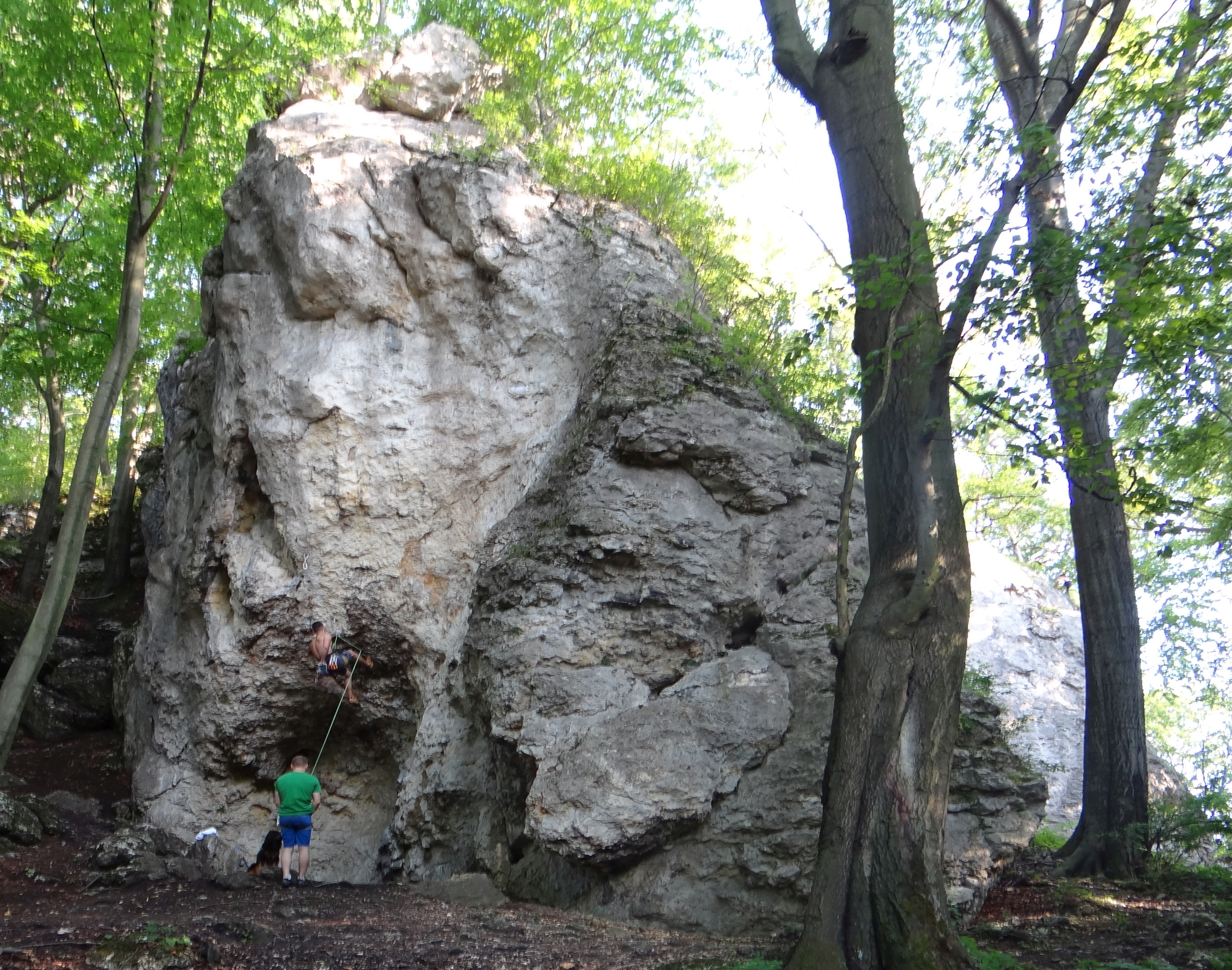
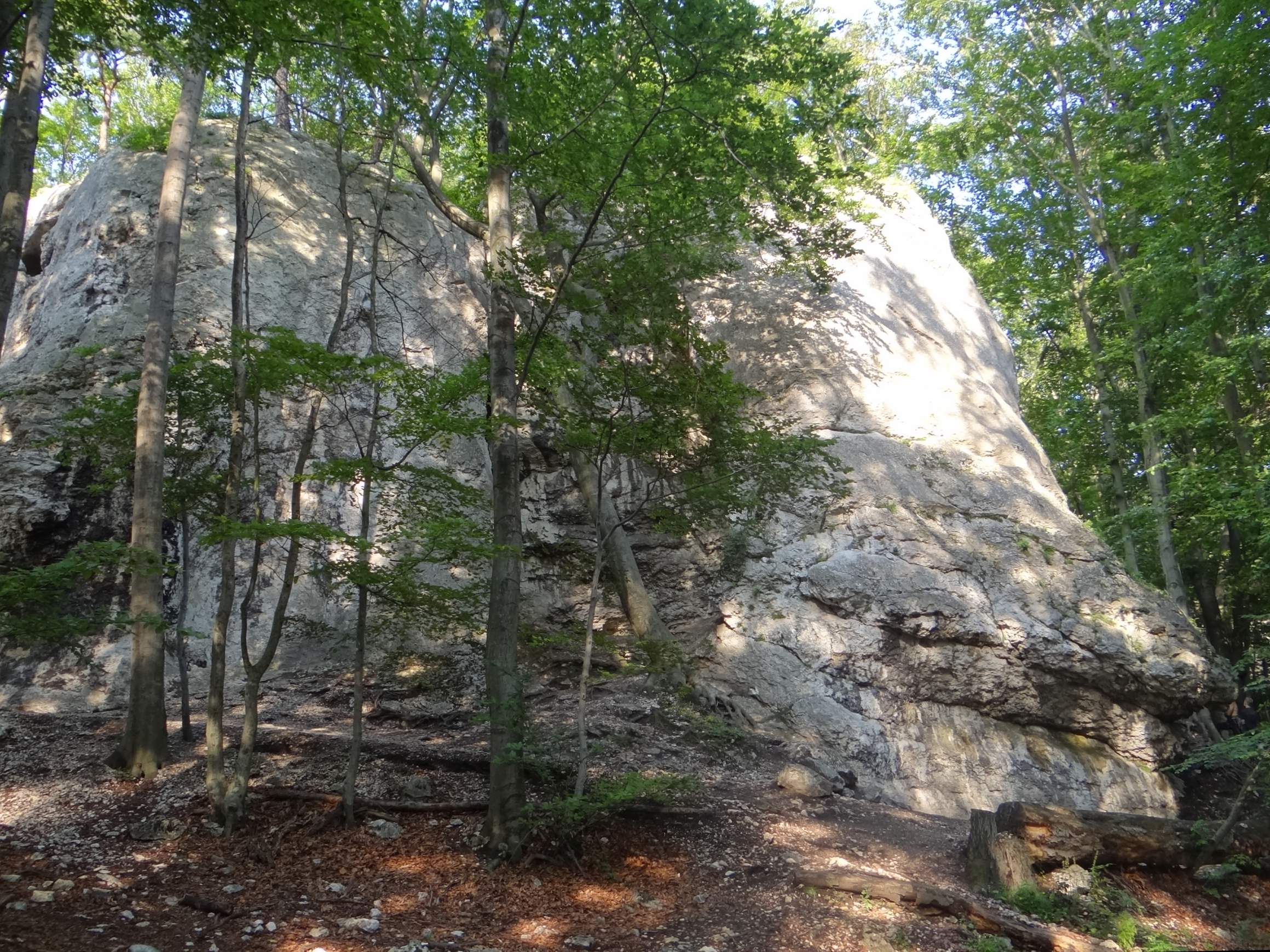
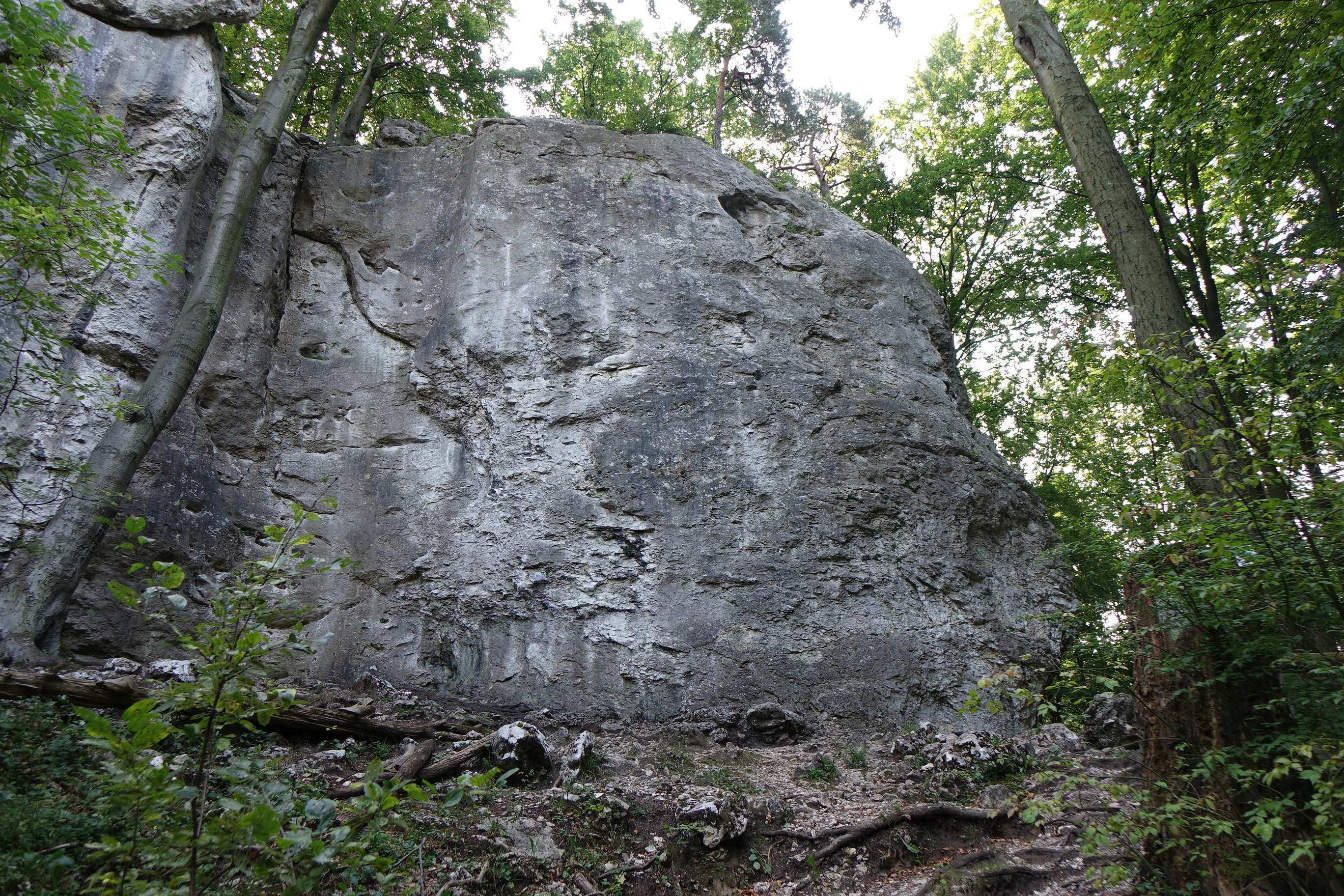

W skale Boniek znajduje się kilka jaskiń: Schronisko w Amfiteatrze, Studnia w Amfiteatrze, Schronisko w Skale Bonifacego, Schronisko w Ścianie i Jędrusiowa Jama.